# Wladimir Prochorowitsch Amalizki

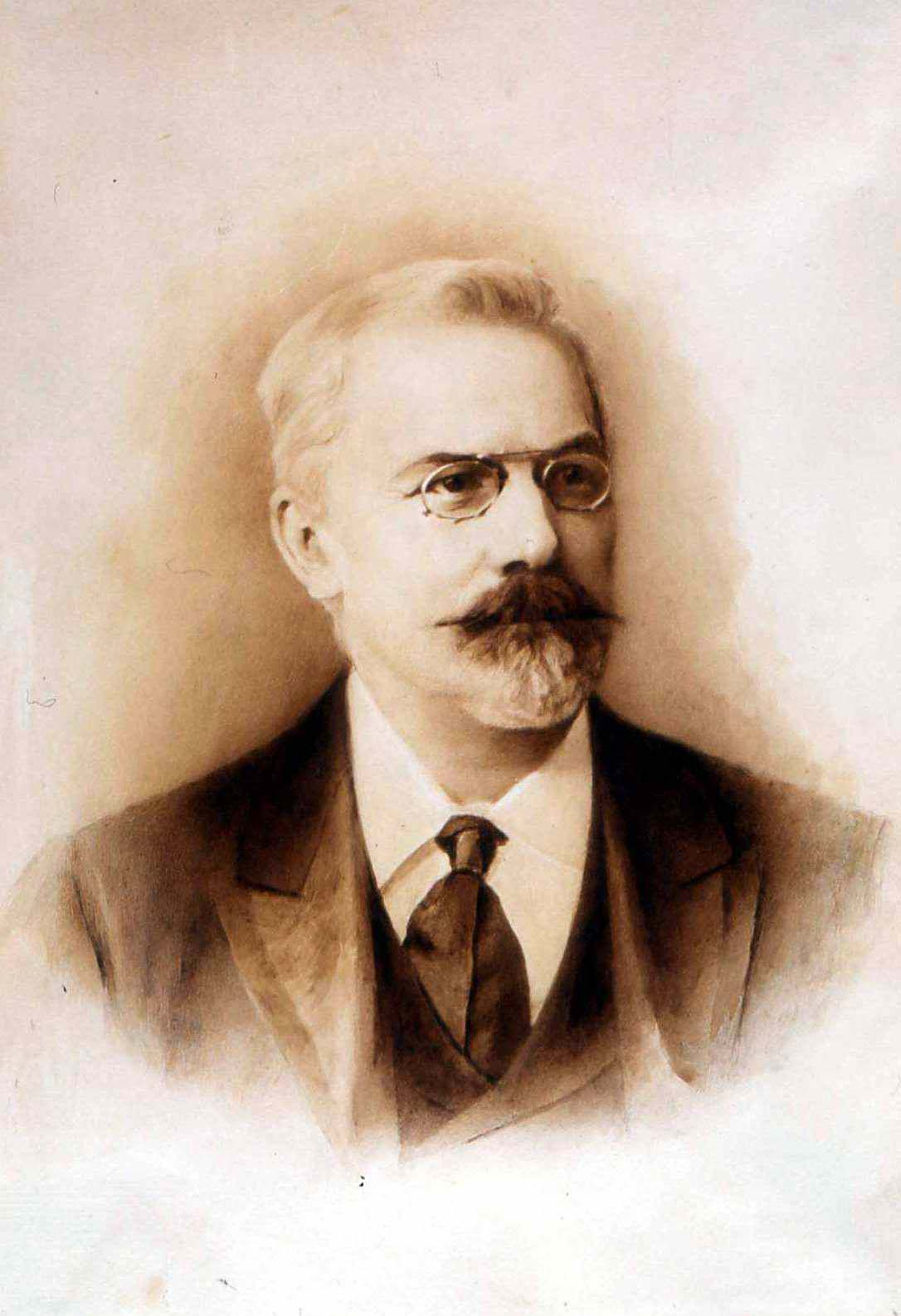
Wladimir Amalizki

Wladimir Prochorowitsch Amalizki, russisch Владимир Прохорович Амалицкий, wissenschaftliche Transliteration Vladimir Prochorovič Amalickij, auch Amalitzky, Amalitskii transkribiert (* 1. Julijul. / 13. Juli 1860greg. in Stariki; † 28. Dezember 1917 in Kislowodsk) war ein russischer Paläontologe.

## Leben
Amalizki studierte an der Universität Sankt Petersburg, wo er bei einer Exkursion unter Wassili Wassiljewitsch Dokutschajew die Fauna des Perm der Gegend von Nischni Nowgorod kennenlernte, worüber er seine Abschlussarbeit schrieb (Permische Ablagerungen des Oka-Wolga-Beckens. 1887). Das war der Beginn seiner Beschäftigung mit dem russischen Perm, das damals noch als fossilarm galt. 1886 wurde er Konservator im geologischen Kabinett der Universität und ab 1889 lehrte er Paläontologie. 1890 wurde er Professor in der damals russischen Universität Warschau und 1904 am dortigen Polytechnikum. Amalizki hoffte, im russischen Perm ähnliche Funde wie die Amphibien- und Reptilienfauna im Karoo von Südafrika zu machen, die er aus dem British Museum kannte. 1898 entdeckte er in permischen Ablagerungen am Fluss Suchona mit gut erhaltenen Labyrinthodontia, Pareiasauridae und Dicynodontia sowie die typische Glossopteris-Flora von Gondwana. Seine Funde befinden sich im Paläontologischen Museum in Moskau. 1908 wurde er Direktor des Warschauer Polytechnikums. Er war in der Hochschulreform im russischen Reich aktiv, die zur Gründung der Universität Saratow führte (1909).
Er war Gründungsmitglied der russischen paläontologischen Gesellschaft, auswärtiges Mitglied der Geological Society of London.